# Marika Chrzanowska
Pour les articles homonymes, voir Chrzanowska.
Marika Chrzanowska (née le 7 novembre 1995) est une escrimeuse polonaise, spécialiste du fleuret.

## Palmarès

### Championnats de Pologne
- Individuel:
  -  Médaille de bronze en 2013
- Par équipes:
  -  Médaille de bronze en 2014